# متلازمة آليتساندريني
متلازمة آليتساندريني هي متلازمةٌ نادرةٌ جدًا، يحدث فيها التهاب شبكية العين التنكسي وحيد الجانب، يتبعه بعد عدة أشهرٍ بهاقٌ على نفس جانب الوجه، مع بهق بنفس الجانب.:864 قد يكون هناك صممٌ أيضًا.:864